# Боевое (Донецкая область)
Боево́е (укр. Бойове́) — село на Украине, находится в Никольском районе Донецкой области.
Расположено в 12 км от Никольского и в 32 км от Мариуполя. В 10 км от села проходит автодорога Мариуполь—Запорожье.

## Население
- 1859—1484 чел.
- 1897—1103 чел. (перепись), православных — 1081 (98,0 %)
- 1908—812 чел.
- 1970—924 чел.
- 1976—905 чел.
- 2001—862 чел. (перепись)

В 2001 году родным языком назвали:
- украинский язык — 608 чел. (70,53 %)
- русский язык — 252 чел. (29,23 %)

## История
Село основано как станица Покровская, наряду с Петровским мещанским посадом, станицей Никольская, селением Новоспасовское и Стародубовской станицей, вернувшимися с Русско-турецкой войны 1828—1829 годов казаками Дунайского казачьего войска, переселившимися с побережья Азовского моря на земли, выделенные им за службу. На момент создания Азовского казачьего войска в этих станицах проживало 9,5 тыс. человек.
Изначально это была вотчина воеводы Панова, потому и прозвали село Панновка.
Казакам отвели 74 тысячи десятин земли за службу между реками Бердою, Обиточною и Азовским морем. Рядовые казаки стали государственными крестьянами, а верхушка казачества получила дворянские права. Так, штаб-офицерам выделили по 400 десятин земли, обер-офицерам — по 200, а урядникам и казакам с семьями — по 9 десятин на мужскую душу, казацким вдовам — по 7,5, сиротам — по 4,5 десятины.
К 1865 году земли села приобрёл помещик Щеблатов. Сам он в селе не жил, имел ещё магазин в Бердянске, и в Урзуфе паровую мельницу. Землями управлял приказчик — до сих пор сохранился его дом. При помещике Панновка получила название Покровского.
По упразднению в 1865 году Азовского казачьего войска из этих поселений сформирована волость, и село Покровское стало волостным центром Покровской волости Мариупольского уезда Екатеринославской губернии.
На 1884 год в селе проживало около 1 тыс. человек, во всей волости — 3,8 тыс. человек (6,3 тыс. человек в 1904 году).
В селе имелась церковь (была закрыта в 1924 году), в 1912 году появилась медицинский пункт. Школы в селе не было, некоторые дети посещали земскую школу, так в 1912 году её окончили 14 учеников.
Революционные настроения проникли в село ещё в ходе событий 1905 года, когда рабочие Енакиевского металлургического завода распространили в волости революционную литературу.
Именно с событиями тех лет связано название села «Боевое» — когда 9 октября 1906 года губернатор Екатеринославской губернии А. М. Клингенберг ехал через село, жители села потребовали отмены распоряжения об охране казённых винных лавок. Дело приняло серьёзный оборот, когда свита и 17 урядников сопровождавших губернатора были связаны крестьянами, и губернатор, опасаясь уложнения обстановки, спрятался в здании волостного правления, где и принял представителей жителей села, но выходить отказался забаррикадировав окна и двери шкафами, столами и стульями. Через день около 20 человек было арестовано, они полтора года просидели в тюрьме до суда, после чего суд шестерых приговорил к разных тюремным срокам. Но память об этом событии осталась, так по всей волости люди говорили «В Покровском мужики боевые, самого губернатора арестовали».
Приказом Мариупольского окрисполкома от 22 сентября 1923 года село Покровское было переименовано в Боевое.
С началом Великой Отечественной войны многие жителей села ушли в ряды Красной Армии, 112 из них были награждены боевыми орденами и медалями. С октября 1941 по 1943 год село было на оккупированной территории.
В 2005—2007 годах в селе построен Свято-Покровский Храм.

## Известные уроженцы села
- Балжи, Михаил Федорович — конструктор танков, автор проекта танка ИС-3, Лауреат Сталинской премии.
- Овчаренко, Екатерина Васильевна (род. 1931) — Герой Социалистического Труда.
- Сенатосенко, Григорий Прокофьевич — счетовод колхоза «Боевое», с началом войны — снайпер РККА, Герой Советского Союза. В 1967 году в селе ему установлен памятник.
- Чуйко, Григорий Леонтьевич (1930—2015) — советский сталевар, рабочий комбината «Азовсталь», Герой Социалистического Труда (1958).

## Адрес местного совета
87060, Донецкая область, Никольрский р-н, с. Боевое, ул. Сенатосенко, 74 г, 2-51-31